# Ortalotrypeta isshikii
Ortalotrypeta isshikii är en tvåvingeart som först beskrevs av Matsumura 1916.  Ortalotrypeta isshikii ingår i släktet Ortalotrypeta och familjen borrflugor. Inga underarter finns listade i Catalogue of Life.